# Rutube
Rutube est un site web russe d'hébergement de vidéos.

## Histoire
Rutube a été fondé en 2006 par Oleg Volobouïev et Mikhail Paukine, tous deux de la ville russe d'Orel . En novembre 2008, le portail vidéo a été acquis par Gazprom-Media. Le prix d'acquisition n'a pas été révélé, mais en mars 2009, les experts ont estimé le portail vidéo à quinze millions de dollars.

## Fonctionnement
Rutube met à disposition une variante de vidéos de tous types avec un lecteur intégrant toute information, mais cependant avec un temps de chargement long et un moyen de partage limité en 2009.

## Trafic web
En 2008, le site web Rutube enregistrait environ 500 000 visites par jour et quarante millions de consultations de vidéo chaque mois.